# Nematopogon adansoniella
Nematopogon adansoniella là một loài bướm đêm thuộc họ Adelidae. Nó được tìm thấy ở châu Âu.
Sải cánh dài 17–19 mm. The moth gặp ở cuối tháng 4 đến tháng 6 tùy theo địa điểm.
Ấu trùng ăn Fagus sylvatica, sồi, Prunus spinosa và Bilberry.

## Hình ảnh

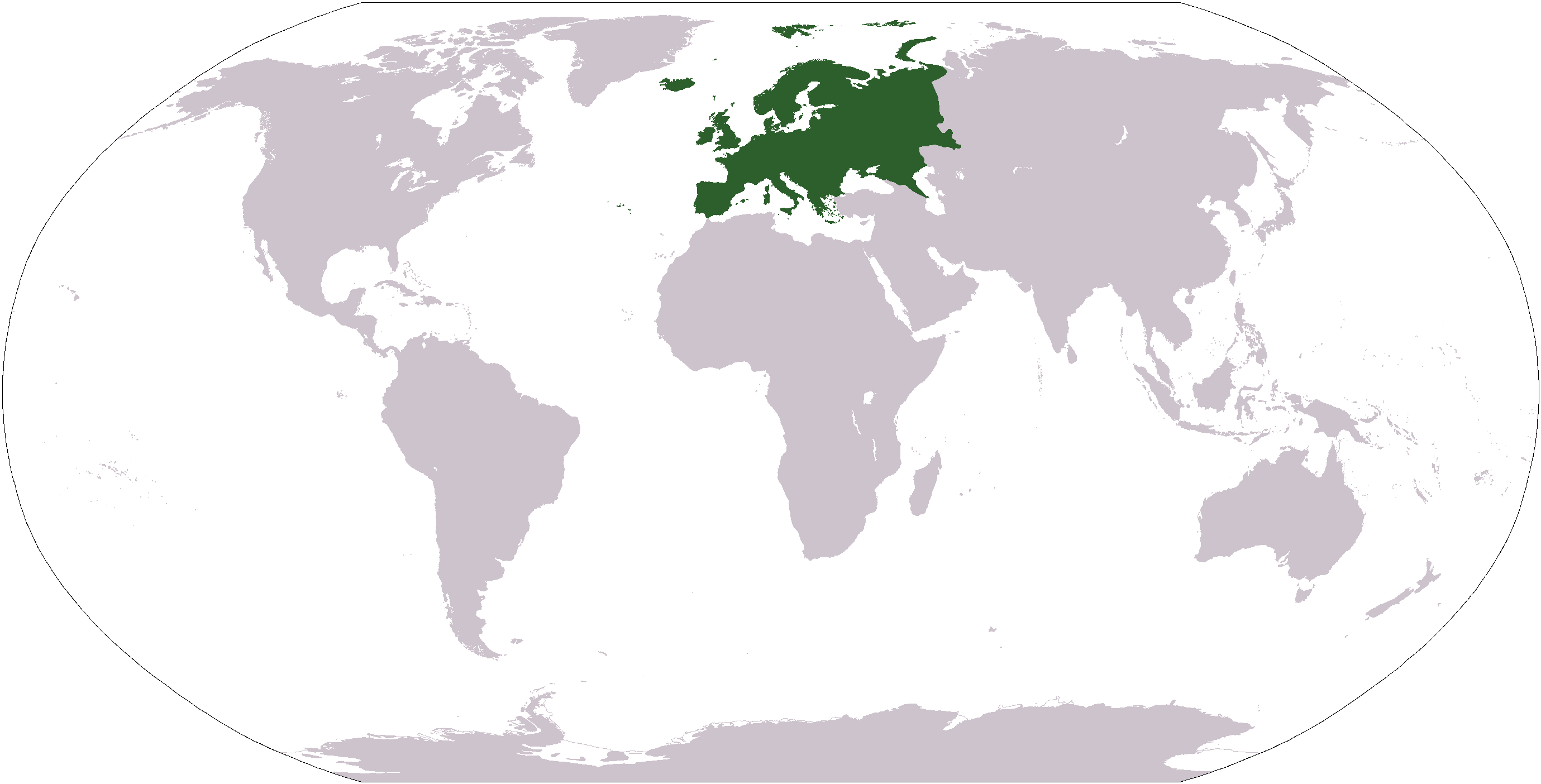
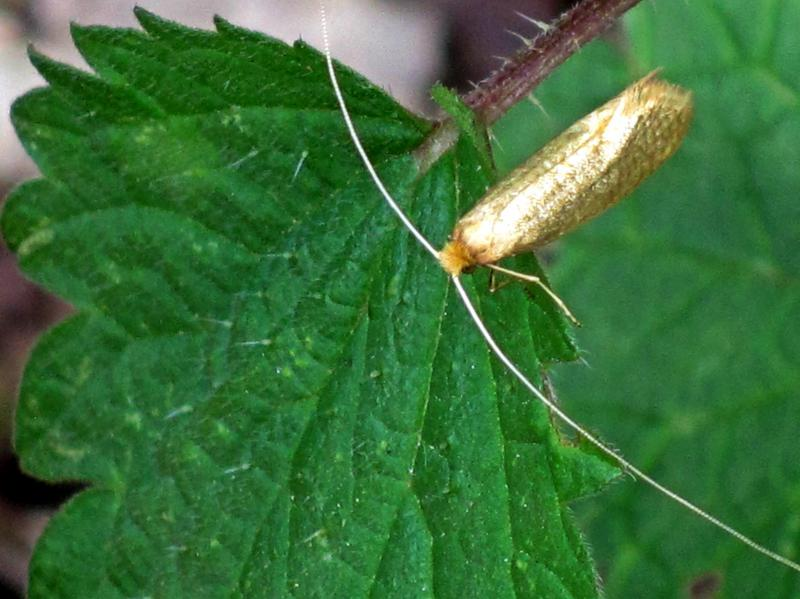
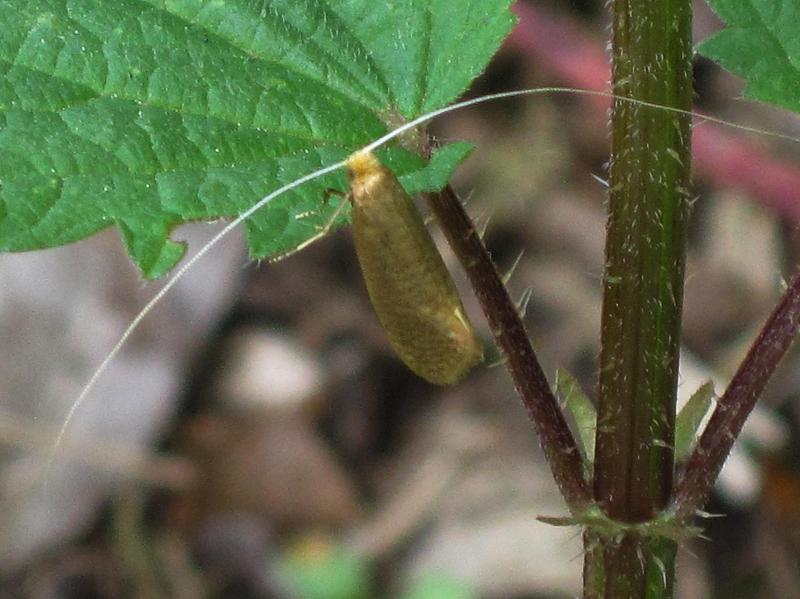
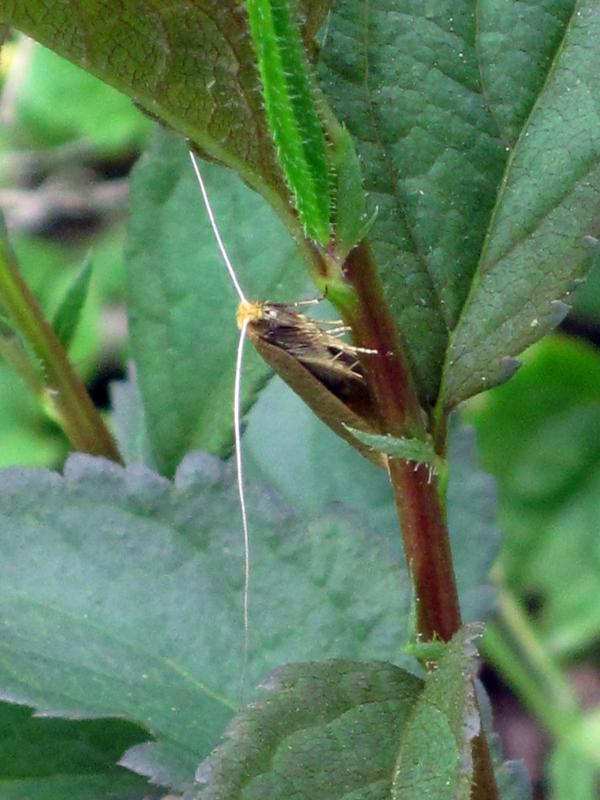